# Honorowy Obywatel Dolnego Śląska
Honorowy Obywatel Dolnego Śląska (Civi Honorario) – tytuł honorowy nadawany przez Sejmik Województwa Dolnośląskiego uchwałą zasłużonym dla Dolnego Śląska.

## Historia
Został ustanowiony przez Sejmik Województwa Dolnośląskiego 30 stycznia 2004. Tytuł nadaje się osobom, które swoją postawą i pracą, w szczególności na polu gospodarczym, społecznym i kulturalnym, wniosły wkład w rozwój i podnoszenie konkurencyjności Dolnego Śląska, promocji regionu w Polsce i za granicą oraz przyczyniły się do kształtowania tożsamości regionalnej. Civi Honorario może być również nadany pośmiertnie. Z wnioskiem o przyznanie tytułu występuje Kapituła w składzie: przewodniczący Sejmiku, wiceprzewodniczący Sejmiku, przewodniczący klubów Sejmiku. Kandydatury do nadania tytułu mogą zgłaszać: członkowie kapituły, grupa co najmniej 10 radnych województwa, członkowie Zarządu Województwa Dolnośląskiego, grupa co najmniej 1000 mieszkańców Dolnego Śląska. Inicjatorem ustanowienia tytułu był Jarosław Kurzawa, który w latach 2001–2004 przewodniczył Sejmikowi Województwa Dolnośląskiego.

## Laureaci

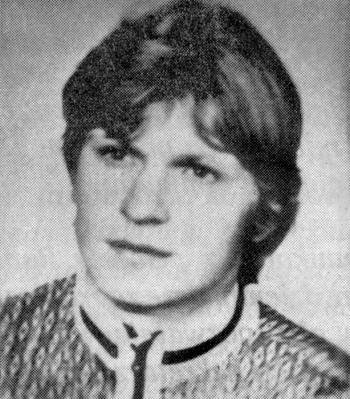
Michał Adamowicz, ofiara stanu wojennego

27 lutego 2004 Sejmik przyznał tytuł honorowego obywatela Dolnego Śląska kardynałowi Henrykowi Gulbinowiczowi. Uroczyste nadanie tytułu oraz wręczenie statuetki (autorstwa prof. Zbigniewa Horbowego) odbyło się na Uniwersytecie Wrocławskim w Auli Leopoldina 5 marca 2004.
23 marca 2007 na listę honorowych obywateli Dolnego Śląska, jako druga osoba, został wpisany Władysław Bartoszewski.

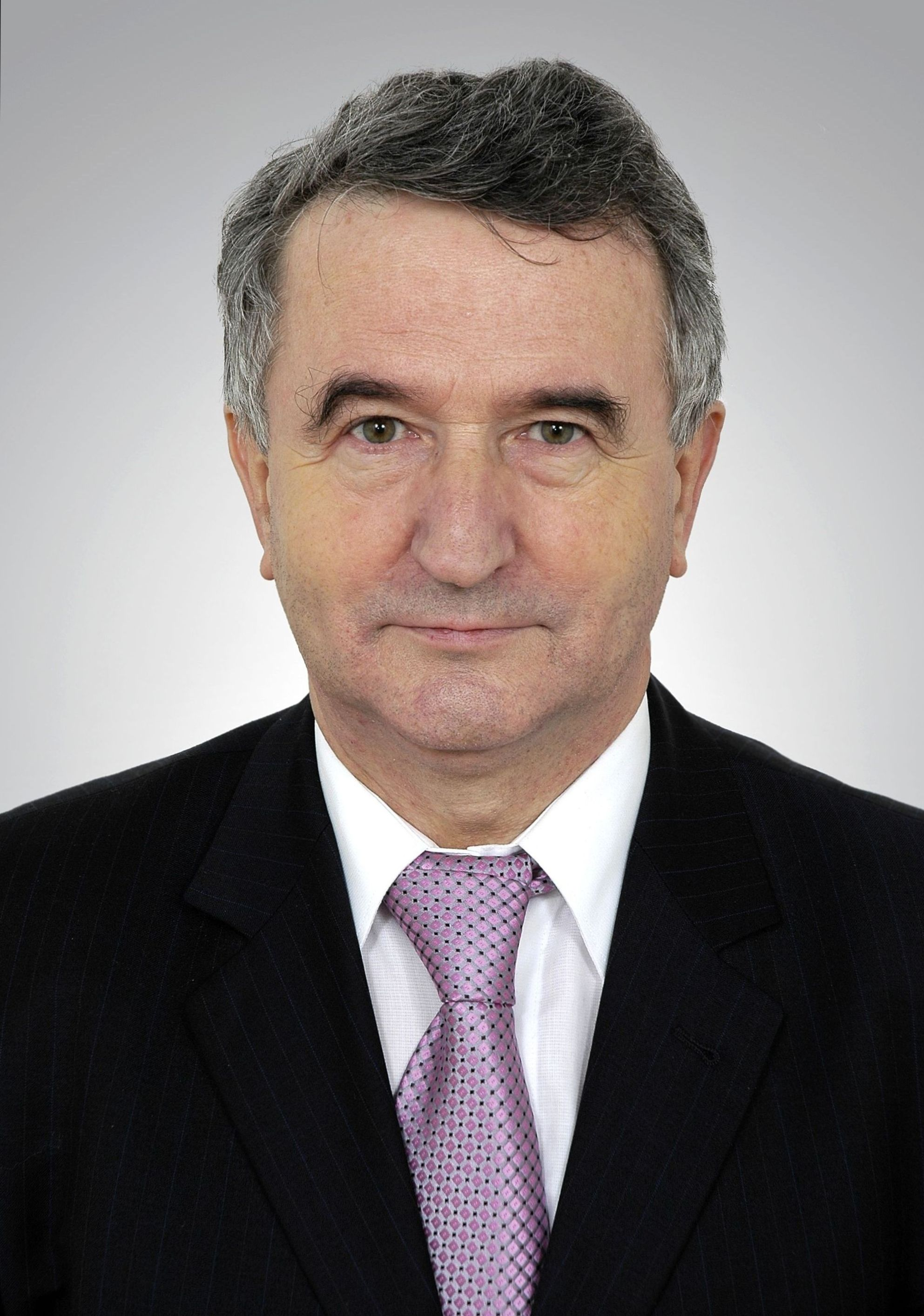
Leon Kieres

31 sierpnia 2007 na Nadzwyczajnej Sesji Sejmiku Województwa Dolnośląskiego w Lubinie nadano pośmiertnie tytuł Civi Honorario ofiarom stanu wojennego: Michałowi Adamowiczowi, Mieczysławowi Poźniakowi i Andrzejowi Trajkowskiemu.

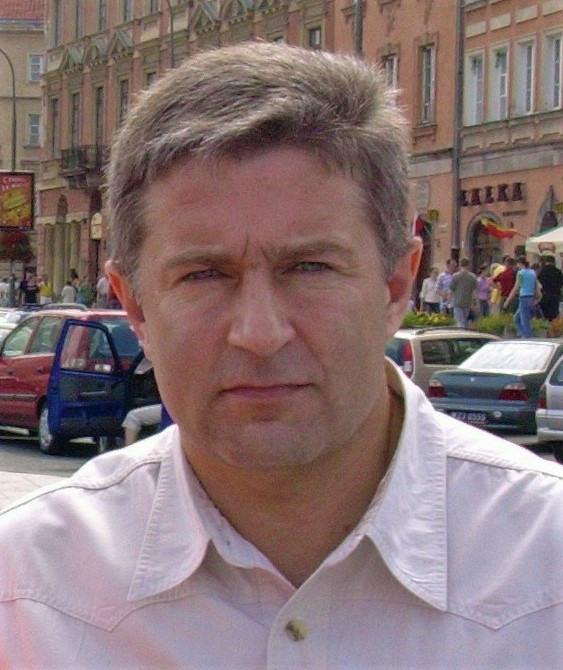
Władysław Frasyniuk

30 grudnia 2008 Sejmik Województwa Dolnośląskiego jednomyślnie przyjął uchwałę o nadaniu profesorowi Leonowi Kieresowi tytułu Civi Honorario.
16 kwietnia 2010 na LII Sesji Sejmiku Województwa Dolnośląskiego tytuły Honorowych Obywateli Dolnego Śląska przyznano pośmiertnie siedmiu osobom, ofiarom katastrofy samolotu pod Smoleńskiem: Lechowi Kaczyńskiemu, Ryszardowi Kaczorowskiemu, Jerzemu Szmajdzińskiemu, Aleksandrze Natalli-Świat, Władysławowi Stasiakowi, Tomaszowi Mercie, Robertowi Grzywnie, Janinie Natusiewicz-Mirer.
27 września 2012 Sejmik Województwa Dolnośląskiego tytuł Honorowego Obywatela Dolnego Śląska pośmiertnie nadał pułkownikowi doktorowi Jerzemu Woźniakowi.
15 października 2013 podczas czwartej edycji Święta Województwa Dolnośląskiego w Teatrze Zdrojowym im. M. Ćwiklińskiej w Polanicy-Zdroju Waldemar Krzystek został honorowym obywatelem Dolnego Śląska.

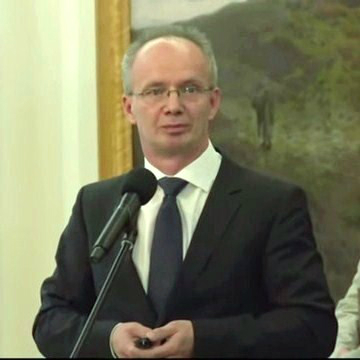
Krzysztof Szwagrzyk

18 października 2014 podczas uroczystej sesji sejmiku w ratuszu wrocławskim przyznano dwa tytuły Civi Honorario. Otrzymali je Władysław Frasyniuk i Kornel Morawiecki. Wręczenie wyróżnień odbyło się w ramach święta województwa dolnośląskiego.
16 października 2015 w Centrum Technologii Audiowizualnych (dawniej Wytwórnia Filmów Fabularnych we Wrocławiu) odbyła się uroczysta sesja sejmiku, na której uhonorowano tytułem reżysera filmowego Sylwestra Chęcińskiego.
15 października 2016 w Filharmonii Dolnośląskiej w Jeleniej Górze odbyła się uroczysta XXVI sesja Sejmiku Województwa Dolnośląskiego z okazji VII Święta Województwa Dolnośląskiego na której uhonorowano tytułem Civi Honorario prof. Jana Miodka i prof. Krzysztofa Szwagrzyka.
14 października 2017 w Trzebnicy na uroczystej sesji Sejmiku Województwa Dolnośląskiego zorganizowanej z okazji zakończenia Roku Jadwiżańskiego i 750. rocznicy kanonizacji nadano tytuł Honorowej Obywatelki Dolnego Śląska św. Jadwidze Śląskiej. (oficjalnie sejmik Uchwałę Nr XXXVIII/1265/17 podjął 28.09.2017 r.).
16 października 2018 podczas Święta Województwa Dolnośląskiego w Operze Wrocławskiej nadano tytuł Civi Honorario ks. prałatowi Stanisławowi Orzechowskiemu.
Na uroczystej sesji Sejmiku z okazji X Święta Województwa Dolnośląskiego 16 października 2019 tytuł honorowego obywatela sejmik przyznał Zofii Telidze-Mertens – za jej nadzwyczajne zaangażowanie w repatriację polskich rodzin z Kazachstanu.
16 października 2021 podczas uroczystej sesji Sejmiku z okazji XII Święta Województwa Dolnośląskiego tytuł Civi Honorario nadano Andżelice Borys.
14 października 2022 podczas XIII Święta Województwa Dolnośląskiego tytuł Civi Honorario został nadany Antoniemu Lenkiewiczowi
16 października 2023 podczas XIV Święta Województwa Dolnośląskiego na uroczystej sesji sejmiku przyznał tytuły honorowego obywatela Stanisławowi Gebhardtowi oraz Julianowi Gozdowskiemu.
19 października 2024 podczas XV Święta  Województwa Dolnośląskiego na uroczystej sesji sejmiku przyznano tytuł honorowego obywatela Kazimierzowi Pichlakowi.